# Château d'Ascó
Le château d'Ascó est une ancienne forteresse de l'ordre du Temple, située à Ascó (Tarragone, Catalogne), en Espagne.

## Histoire
Cette forteresse a appartenu à l'ordre du Temple dans le cadre de la Reconquista.
Au moment de l'arrestation des templiers en France, les templiers d'Aragon s'enferment dans leurs châteaux. L'armée du roi d'Aragon attaque le château d'Ascó. Les frères qui s'y trouvaient sont arrêtés.

## État de conservation
Le château d'Ascó se trouve en état de ruines.